# Zooropa
Zooropa er det ottende studiealbum af det irske rockband U2. Albummet blev udgivet 6. juni på pladeselskabet Island Records. Det er et af U2's eneste studiealbum, der ikke er udgivet i oktober, november eller maj. Navnet "Zooropa" er en sammentrækning ordet "zoo" og "Europa" (selvom det hedder "Europe" på engelsk), som betyder en slags "Europa-menneskezologisk have". Albummet var originalt udtænkt som en EP, til inspiration til U2's "ZOO TV Tour", men efterhånden udviklede det sig til et studiealbum, som fortsatte "ZOO TV" med 1993-"Zoomerang/New Zooland"-turnedelen.

## Numre
| 1.    | "Zooropa"                                | Bono               | Flood               | 6:32 |
| 2.    | "Babyface"                               | Bono               | Flood               | 4:02 |
| 3.    | "Numb"                                   | The Edge           | Robbie Adams        | 4:20 |
| 4.    | "Lemon"                                  | Bono               | Flood               | 6:58 |
| 5.    | "Stay (Faraway, So Close!)"              | Bono               | Flood               | 4:58 |
| 6.    | "Daddy's Gonna Pay for Your Crashed Car" | Bono               | Flood               | 5:20 |
| 7.    | "Some Days are Better Than Others"       | Bono               | Robbie Adams        | 4:17 |
| 8.    | "The First Time"                         | Bono               | Flood               | 3:46 |
| 9.    | "Dirty Day"                              | The Edge & Bono    | Robbie Adams        | 5:24 |
| 10.   | "The Wanderer starring Johnny Cash"      | Bono & Johnny Cash | Flood & Robie Adams | 5:42 |
| 59:19 |                                          |                    |                     |      |

Når sangen "The Wanderer" er ved at slutte, begynder et "skjult nummer", en alarm, at spille.

## Komponister
U2
- Bono – sang, guitar, bagvokal (Numb)
- The Edge – guitar, klaver, synthesizere, sang (Numb)
- Adam Clayton – basguitar
- Larry Mullen Jr. – trommer, slagtøj, bagvokal (Numb)